# NGC 4603A
NGC 4603A (другие обозначения — ESO 322-44, MCG -7-26-20, DCL 105, IRAS12368-4027, PGC 42369) — спиральная галактика с перемычкой (SBc) в созвездии Центавр.
Этот объект не входит в число перечисленных в оригинальной редакции «Нового общего каталога» и был добавлен позднее.